# Termens
Termens (en catalán y oficialmente, Térmens) es un municipio de la comarca de la Noguera, en la provincia de Lérida, comunidad autónoma de Cataluña, España. A mediados del siglo XIX se denominaba Tormes.

## Historia
La ciudad estuvo poblada durante la época romana como demuestran los hallazgos arqueológicos encontrados cerca del despoblado de Aguilar. El castillo de Termens aparece citado en 1106 cuando fue conquistado por el conde Ermengol VI de Urgel. Fue recuperado por los sarracenos tras la Batalla de Corbins de 1126 y reconquistado en 1147. El primer señor de su castillo fue Berenguer d'Anglesola.
En 1278 el castillo fue cedido a los caballeros hospitalarios quienes permanecieron en el lugar hasta 1835. 

## Símbolos
El escudo de Termens se define con el siguiente blasón:
«Escudo losanjado partido: 1º d azur, 4 bezantes de oro puestos dos y dos; 2º de oro, un ramo de laurel de sinople puesto en palo; el pie del todo de gules con una cruz plena de argén. Por timbre, una corona mural de villa.»
Fue aprobado el 10 de diciembre de 1982.

## Geografía humana

### Demografía
Cuenta con una población de 1347 habitantes (INE 2024).
| Gráfica de evolución demográfica de Termens entre 1842 y 2021 |
| |
| Población de derecho según los censos de población del INE Población de hecho según los censos de población del INEEn estos censos se denominaba Tormes: 1842 En estos censos se denominaba Termens: 1857, 1860, 1877, 1887, 1897, 1900, 1910, 1920, 1930, 1940, 1950, 1960, 1970 y 1981 |

## Cultura
La actual iglesia parroquial está dedicada a San Juan, Santa María y San Sebastián y se construyó en 1966. La antigua parroquia, conocida como església vella, está dedicada a San Juan. Es de estilo gótico y fue construido por la orden de Malta. El campanario es de construcción posterior, del siglo XVIII. Diversas excavaciones realizadas en el subsuelo del templo han descubierto restos arqueológicos pertenecientes a los periodos íberos, romanos y sarracenos. El interior de la iglesia está habilitado como sala de exposiciones.
Termens celebra su fiesta mayor en el mes de enero.

## Economía
La principal actividad económica es la agricultura de regadío, destacando el cultivo de cereales. Cuenta con cooperativa agrícola desde 1961.
Dentro del término municipal está instalada una central eléctrica, inaugurada en 1964.